# رابرت نیوبری
رابرت نیوبری (انگلیسی: Robert Newbery؛ زادهٔ ۲ ژانویه ۱۹۷۹) ورزشکار شیرجه اهل استرالیا است.
وی در مسابقات کشوری و بین‌المللی در مجموع برندهٔ ۱ مدال طلا، ۱ مدال نقره، ۴ مدال برنز شده‌است.